# Dexmedetomidină
Dexmedetomidina este un medicament anxiolitic, analgezic și sedativ derivat de imidazol, fiind utilizat la pacienții care necesită sedare din secțiile de terapie intensivă. Calea de administrare disponibilă este cea intravenoasă, prin perfuzare.
În mod analog cu clonidina, dexmedetomidina este un medicament simpatolitic care acționează ca agonist al receptorilor adrenergici α2 de la nivel central. În unele state este aprobat pentru uz veterinar, la pisici, câini și cai.